# ماجدالينا جرزيبوسكا
ماجدالينا جرزيبوسكا (بالبولندية: Magdalena Grzybowska) مواليد 22 نوفمبر 1978 في بوزنان، هي لاعبة كرة مضرب بولندية سابقة بدأت مسيرتها كمحترفة سنة 1995 وكانت تلعب باليد اليمنى، اعتزلت اللعب في 2002. كما أنها إحدى بطلات الجراند سلام. أعلى تصنيف لها في الفردي كان المركز الـ 30 في سنة 1998. أعلى تصنيف لها في الزوجي كان المركز الـ 86 في سنة 1997. سبق أن شاركت في دورة الألعاب الأولمبية الصيفية.

## روابط خارجية
- ماجدالينا جرزيبوسكا على موقع رابطة محترفات التنس (الإنجليزية)
- ماجدالينا جرزيبوسكا على موقع الاتحاد الدولي لكرة المضرب (الإنجليزية)
- ماجدالينا جرزيبوسكا على موقع كأس بيلي جين كينغ (الإنجليزية)
- ماجدالينا جرزيبوسكا على موقع خلاصة التنس.كوم (الإنجليزية)
- ماجدالينا جرزيبوسكا على موقع اللجنة الأولمبية الدولية (الإنجليزية)
- ماجدالينا جرزيبوسكا على موقع أوليمبيديا (الإنجليزية)
- ماجدالينا جرزيبوسكا على موقع اللجنة الأولمبية البولندية (مؤرشف) (البولندية)
- ماجدالينا جرزيبوسكا على موقع اللجنة الأولمبية البولندية (مؤرشف) (البولندية)